# Klonsoldat

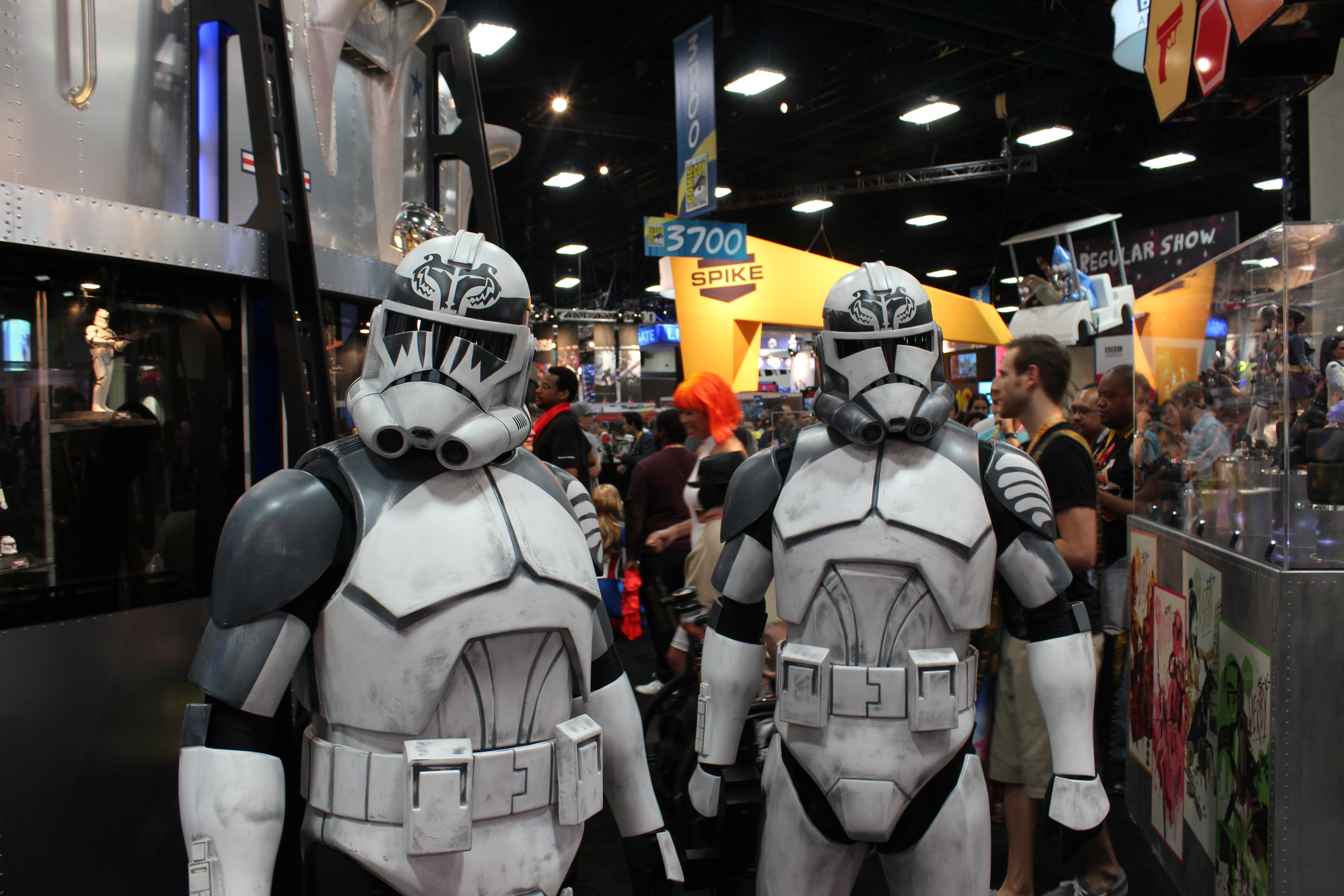
Personer utklädda till Klonsoldater vid San Diego Comic-Con International i juli 2012.

Klonsoldater är ett fiktivt truppslag i det fiktiva Star Wars-universumet. De var de primära soldaterna i Republikens armé och härstammar från planeten Kamino. Klontrupperna var människor som klonades fram från arvsanlag tagna från prisjägaren Jango Fett. På Kamino producerades större delen av Republikens trupper under klonkrigen. Inledningsvis kämpade de under ledarskap av jediriddarna under klonkrigen, men de vände sig mot dessa när de beordrades att utföra Order 66 i slutet av filmen Episod III. Detta ledde till att nästan alla jediriddare mördades eller avrättades.
Efter kansler Palpatines maktövertagande och omorganiseringen av den Galaktiska Republiken till Rymdimperiet, kom klontrupperna allt mer att ersättas av värnpliktiga och rekryterade soldater från Imperiets alla hörn. Några elitdivisioner behölls dock i Imperiets tjänst.